# Cihuri
Cihuri és un municipi de la Rioja, a la regió de la Rioja Alta. Se situa en el nord-oest de la província a la vora del riu Tirón.

## Història
El 947 el comte castellà Fernán González, donà al monestir de San Millán de la Cogolla, un monestir dedicat a l'advocació de Sant Joan Baptista situat a Zufiuri, a la ribera del riu Tirón i poc després aquest mateix comte va donar títol de vila a la població i la donà també al Monestir de San Millán. Això portaria conflictes en segles posteriors entre els habitants de la vila i els frares per anar contra la seva voluntat.
La vila pas a anomenar-se Cihuri de San Millán. Els abats de San Millán es venien titulant senyors de la vila, amb tots els privilegis que això suposava i amb les atribucions per a escollir alcalde pedani. A mitjan segle xi, el rei Ferran I de Castella, va confirmar la cessió que fes Fernán González a San Millán i la va ampliar amb la donació de terres, vinyes, horts, prats, fruiters i molins de Cihuri. En 1075 amb motiu de la cessió realitzada pel monarca Sanç IV de Navarra i la seva dona Placencia al monestir de San Millán, d'una granja d'Urturi i d'un altre lloc anomenat Zagazabar, actualment Zaharra, en zones properes a Ciguri.
El 1077 es produïx un litigi entre el Monestir de San Millán i els veïns de Cihuri, Pelayo Sarracínez i Gonzalo Sarracínez per negar-se a complir les seves obligacions de colones amb el monestir. Alfons VI va remetre la causa al merí, i aquest la va resoldre a favor de San Millán, però l'assumpte va trigar a quedar resolt. La disconformitat dels Sarracínez amb la justícia els va encoratjar a matar l'enviat reial i a emprendre una immediata fugida de Cihuri. En 1080 els senyors Orbita Aznares i Sancho Ortiz, cedeixen al monestir de San Millán les seves propietats en el monestir d'Albiano, proper a Cihuri. A la fi del segle xix la vila va deixar de pertànyer al Monestir de San Millán. Cihuri va formar part del partit judicial de Santo Domingo de la Calzada, en la província de Burgos, fins a la creació de la província de Logronyo.